# Mitja Mörec
Mitja Mörec, slovenski nogometaš, 21. februar 1983, Murska Sobota. 